# Église Santa Maria della Concezione a Montecalvario
L'église Santa Maria della Concezione a Montecalvario est une église baroque située dans les Quartiers Espagnols du centre historique de Naples. C'est l'un des témoignages les plus intéressants du baroque napolitain tardif du XVIIIe siècle, considéré comme le chef-d'œuvre de Vaccaro.

## Histoire
La fondation d'une première petite église remonte à 1579, tandis qu'un couvent annexe lui est adjoint, construit entre 1586 et 1589, avec le collège de la Conception.
Entre 1718 et 1725, Domenico Antonio Vaccaro construit une nouvelle église avec la collaboration des ingénieurs Prezzolini et Marinelli.
La décoration remonte à l'an 1724.
En 1889, le couvent et l'église sont fermés temporairement à cause de risques d'éboulement; à la fin du XIXe siècle, l'ensemble passe aux mains des Collegi Riuniti et en 1916 l'église est concédée par bail emphytéotique à l'archiconfrérie du Très-Saint-Corps-du-Christ, tandis que le collège et le jardin sont affectés à la commune de Naples. En 1928, le collège est démoli et remplacé par une école élémentaire moderne.
En 1960, un édifice est construit dans le jardin pour être destiné à l'Opera Nazionale Maternità ed Infanzia. En 1978, des travaux de restauration sont effectués par l'architecte Loreto Colombo. Mais en 1980, l'édifice est endommagé par un tremblement de terre qui touche toute la région et les travaux de restauration durent jusqu'en 1987.

## Description
L'intérieur s'inscrit dans une croix grecque allongée s'insérant dans un octogone. Les voûtes de formes diverses sont remarquables. l'église possède trois autels et chapelles de chaque côté. La nef est couverte d'une coupole décorée de stucs, œuvre de Giuseppe Cristiano.
Le maître-autel est de Vaccaro. Sur les côtés, l'on distingue le blason de la famille Mercurio avec la tour et le caducée. Au-dessus de l'autel, se dresse, dans une ellipse de marbre bleu turquin, la statue de l'Immaculée Conception (XVIIIe siècle), patronne titulaire de l'église. Les six chapelles présentent des tableaux de Vaccaro, de Tommaso Martini et de Nicola Maria Rossi. Vaccaro est aussi l'auteur du pavement de majolique.

## Illustrations

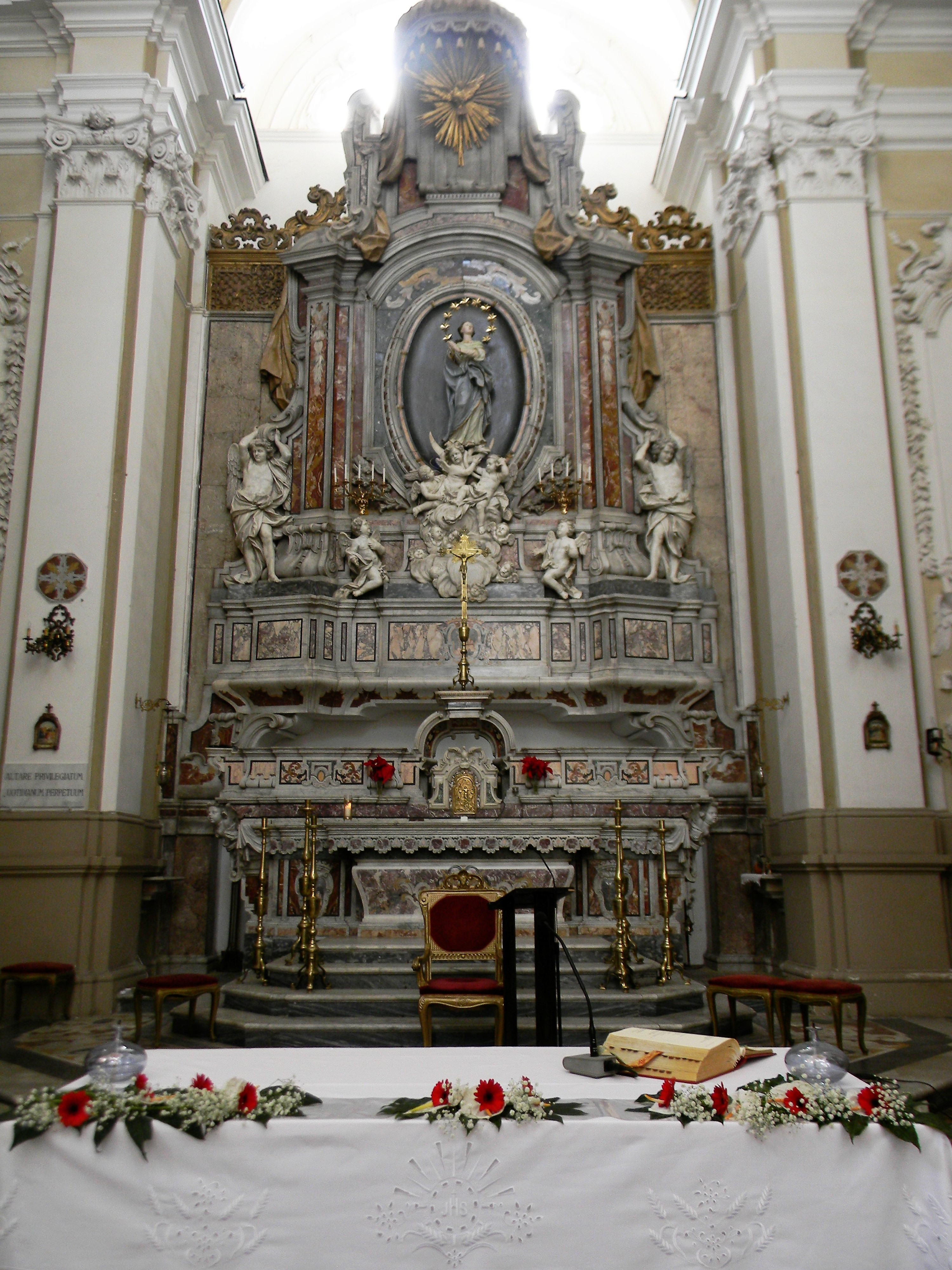
Vue du maître-autel de Vaccaro
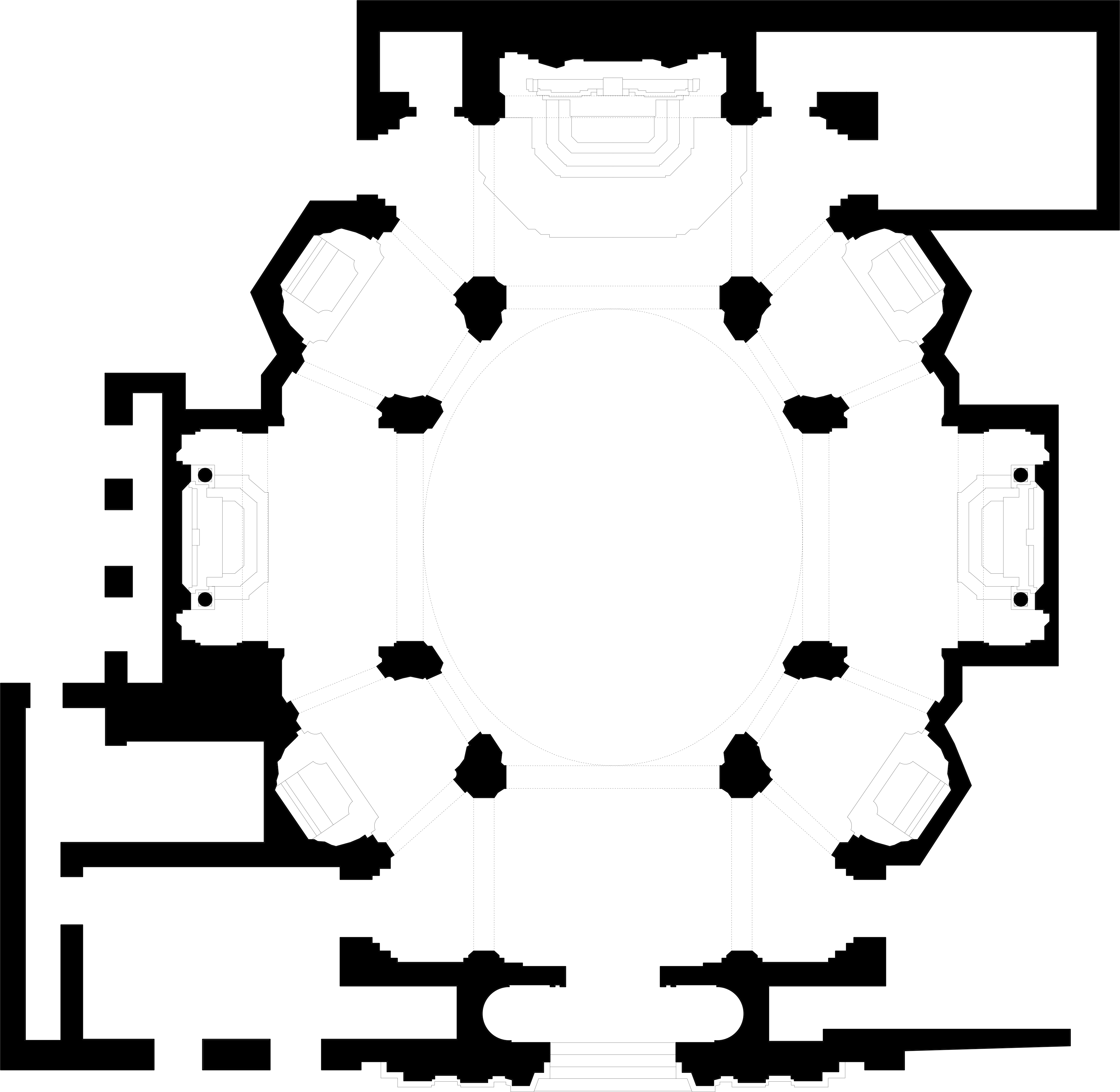
Plan de l'église